# Baritonhorn
Das Bariton (auch Baryton, Baritonhorn) ist ein Blechblasinstrument aus der Familie der Bügelhörner. Es verfügte früher über drei, heute über meist vier Drehventile und ähnelt optisch sehr dem Tenorhorn. Gleich wie das Tenorhorn ist die Grundstimmung des Baritons B, es ist jedoch weiter mensuriert gebaut. Geblasen wird das Baritonhorn mit einem Kesselmundstück.

## Bauformen
In Mittel- und Osteuropa wird das Bariton zumeist in der ovalen (böhmischen) Form verwendet, historisch war auch das Bariton in gerader (deutscher) Form verbreitet. Für Tanz- und Volksmusik hat sich die gerade Bauform mit dem Schalltrichter nach vorne, das „Bellfront“ (des Öfteren auch als „Oberkrainerbariton“ bezeichnet) etabliert. In der Blasmusik konkurriert das Bariton zunehmend mit der Verwendung von Euphonien, welche aus dem westeuropäischen und vor allem angelsächsischen Raum stammen. Gemeinsam ist allen Baritonhörnern eine Grundrohrlänge von 2,62 m.

Bellfront-Baritonhorn
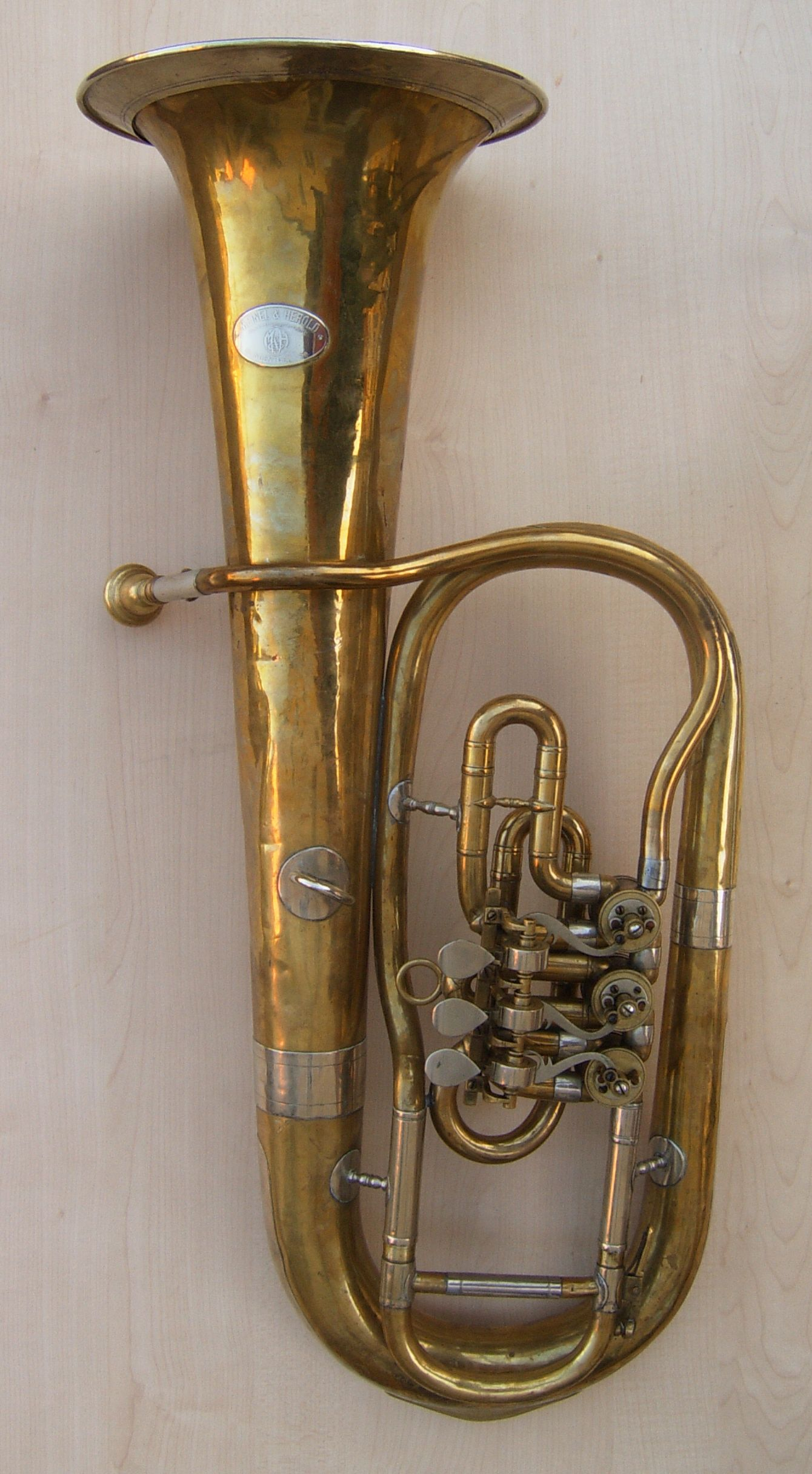
Baritonhorn in deutscher Bauweise
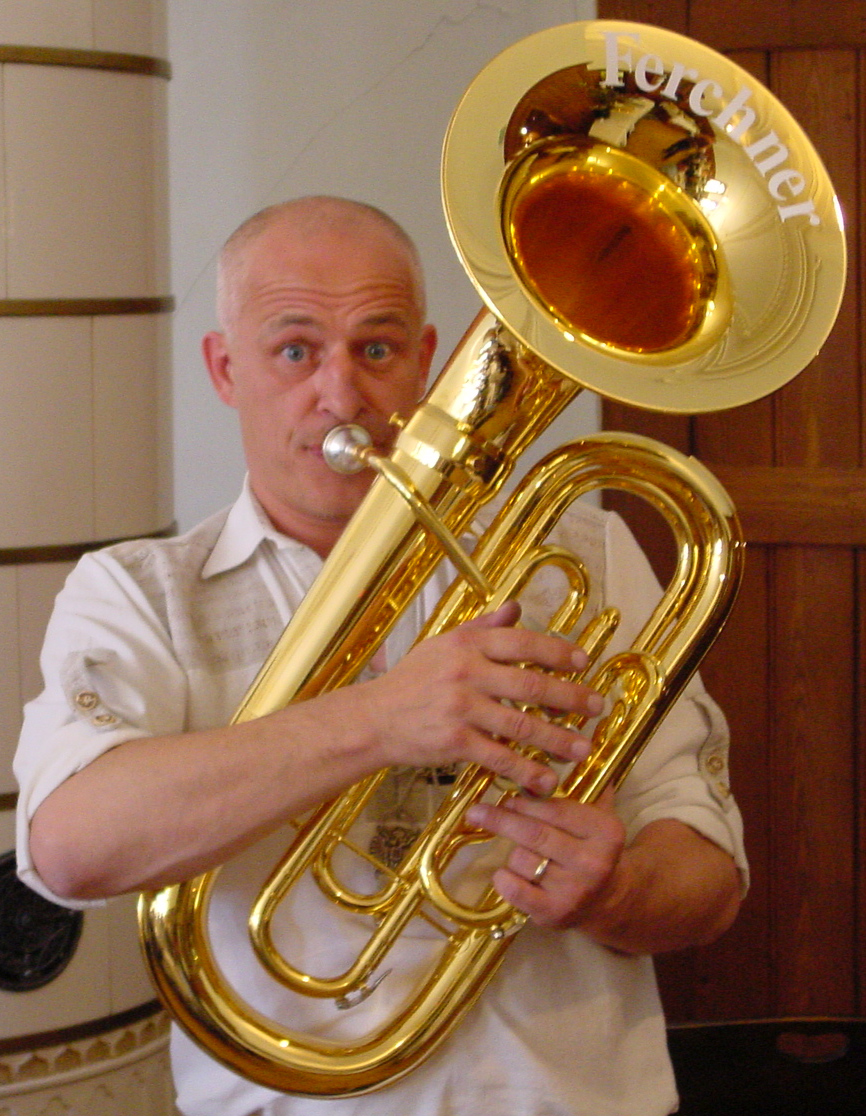
Vergoldetes Bellfront Baritonhorn

## Unterschiede zwischen Bariton, Tenorhorn und Euphonium

Euphonium

Ein Unterschied zum Tenorhorn ergibt sich aus der Mensur des Baritons, welche am Bariton weiter, d. h. stärker konisch ist. Das Euphonium wiederum besitzt eine noch weitere Bohrung und Mensur als das Bariton und verwendet Pumpventile.
Aufgrund der weiteren Mensur kann der Grundton des Baritons leichter als Pedalton gespielt werden als auf dem Tenorhorn. Weiterhin klingt das Bariton etwas weicher und in den tiefen Lagen voller als das Tenorhorn. Außerdem führt die weite Mensur dazu, dass die Intonation auf dem Bariton variabler ist als die des Tenorhorns. Daher können vor allem in den tiefen Lagen schlecht stimmende Töne vom Baritonspieler noch leichter mit dem Ansatz korrigiert werden.
Häufig wird der Unterschied zwischen Tenorhorn und Bariton darauf beschränkt, dass das Bariton mit vier oder fünf Ventilen und das Tenorhorn mit nur drei Ventilen ausgestattet ist. Es gibt jedoch auch Baritone mit drei Ventilen und Tenorhörner mit vier Ventilen. Das vierte Ventil ist dann ein Quartventil, das nicht nur zu einer besseren Stimmung bestimmter Töne (in B notiertes d' und g mit 4 statt 1+3, cis' und fis mit 2+4 statt 1+2+3) beiträgt, sondern auch die Lücke im Tonumfang zwischen fis und C (in B notiert) schließt und damit dem Instrument einen erweiterten Tonumfang in der Tiefe verleiht.
Die Tenorhornstimme wird immer im Violinschlüssel transponierend in B notiert, während die Stimmen für das Bariton und Euphonium oft auch im Bassschlüssel in C notiert werden können. Die Notation im Violinschlüssel in B für das Bariton wird insbesondere in Süddeutschland, Österreich und in der Schweiz verwendet. Dies hat teilweise praktische Gründe, Baritonspieler sind oft Blechbläser, die auf den hohen Instrumenten Trompete oder Flügelhorn begonnen haben und deshalb die B-Stimmen mit Violinschlüssel gewohnt sind. Gelernte Baritonspieler beginnen heute zunehmend mit klingender Notation (C-Stimme) und Bassschlüssel.
Im Posaunenchor wird meist das Baritonhorn im Bass und das Tenorhorn im Tenor eingesetzt. Hier werden beide Stimmen in der Regel im Bassschlüssel notiert.

## Verwendung des Baritonhorns
Die hauptsächliche Verwendung des Baritons findet sich in der Blasmusik. In traditioneller Blasmusik wie Polkas und Märschen wird das Bariton oft für Melodien und Gegenmelodien eingesetzt und parallel in Terzen, Sexten oder unisono mit dem Tenorhorn geführt. Während das Tenorhorn bei sinfonischer Literatur meist den Part des Cellos übernimmt und in der Tenorlage bleibt, ist das Bariton oft ein Bindeglied und Hybrid zwischen Tenor- und Bassstimme. Zusammen mit den beiden Flügelhornstimmen bilden Tenorhorn und Bariton das blasmusikalische Äquivalent des vierstimmigen Streichersatzes.
In den letzten Jahrzehnten wurden Einflüsse aus England, Amerika und den Benelux-Staaten auf die Blasorchesterliteratur immer größer. Die dortigen Blasorchester besetzen nicht wie bei uns ein Tenorhorn- und ein Baritonregister, sondern meist nur ein bis zwei Euphonien und schreiben meist nur eine einstimmige Stimme dafür. Dies führt bei Orchestern mit Tenorhörnern und Baritonen oft zu Problemen in der Balance und der Charakter von eigenständigen Tenorhorn- und Baritonstimmen geht verloren, z. B. da sich Euphoniumstimmen in simplen Orchestrierungen oft sehr an der Bassstimme orientieren.
Selten taucht das Baritonhorn auch in der sinfonischen Orchesterliteratur auf, da hier seit der Hochromantik die Tenorlage der Blechbläserstimmen gewöhnlich mit Posaunen, Hörnern oder Wagnertuben besetzt wird. Beispiele für den Einsatz des Baritons sind etwa John Williams’ Filmmusik zum Steven-Spielberg-Film Jurassic Park (beispielsweise im Solo in den letzten Takten des Soundtracks) oder auch die Hintergrundmusik des Disneylogos von 1999, wie sie zum ersten Mal in Disneys Toy Story von Randy Newman auftrat. Bei letzterer sind die zwei (standardmäßig besetzten) Tenorposaunen durch zwei Baritonhörner ersetzt.

## Das englischebaritone

Baritone horn mit drei Ventilen

Im englischen Sprachraum versteht man unter einem baritone horn (oder kurz baritone) ein tiefes Mitglied der Saxhorn-Familie, das ebenfalls in B gestimmt ist und in seiner Mensur weitgehend dem deutschen Tenorhorn entspricht. Analog dazu lässt sich der englische Begriff euphonium am ehesten mit dem deutschsprachigen Baritonhorn vergleichen.
Es besitzt in der Regel drei oder vier Périnetventile ohne Kompensationssystem. In Großbritannien ist es praktisch ausschließlich in Brass Bands anzutreffen. In den USA wird es auch häufig in Highschool- und College-Kapellen gespielt, da viele Schulen noch ältere Leihinstrumente im Fundus haben. Diese werden bei Neuanschaffungen aber vermehrt durch einfache Euphonien ersetzt.
Das heute noch gelegentlich anzutreffende Missverständnis, dass es sich bei dreiventiligen Instrumenten grundsätzlich um Baritone und bei vierventiligen um Euphonien handele, geht darauf zurück, dass manche amerikanischen Hersteller früher ihre Topmodelle als „Euphonien“ und ihre Einsteigermodelle als „Baritone“ vermarkteten. In der Praxis sorgt die unterschiedliche Interpretation des Begriffs Bariton(e) in der deutschen bzw. englischen Sprache in deutschsprachigen Musikerkreisen für gelegentliche Irritationen, da die Bezeichnungen bei vielen Notensätzen auf die englische Sprache abgestimmt sind (betrifft sowohl Titel wie auch Instrumentenbezeichnungen, insbesondere bei den regen Verlagen aus den Benelux-Ländern).
Ein sehr ähnliches Instrument wie das englische Bariton ist auch in Frankreich als baritone oder barytone gebräuchlich, dort jedoch eher mit drei Ventilen und Kompensationssystem. Ebenfalls ähnlich ist das Euphonium.